# 1244 Deira
1244 Deira è un asteroide della fascia principale del diametro medio di circa 30,95 km. Scoperto nel 1932, presenta un'orbita caratterizzata da un semiasse maggiore pari a 2,3430347 UA e da un'eccentricità di 0,0980833, inclinata di 8,69282° rispetto all'eclittica.
Il suo nome fa riferimento all'antico regno di Deira, nell'attuale Yorkshire, patria dello scopritore.